# Nat (espíritu)

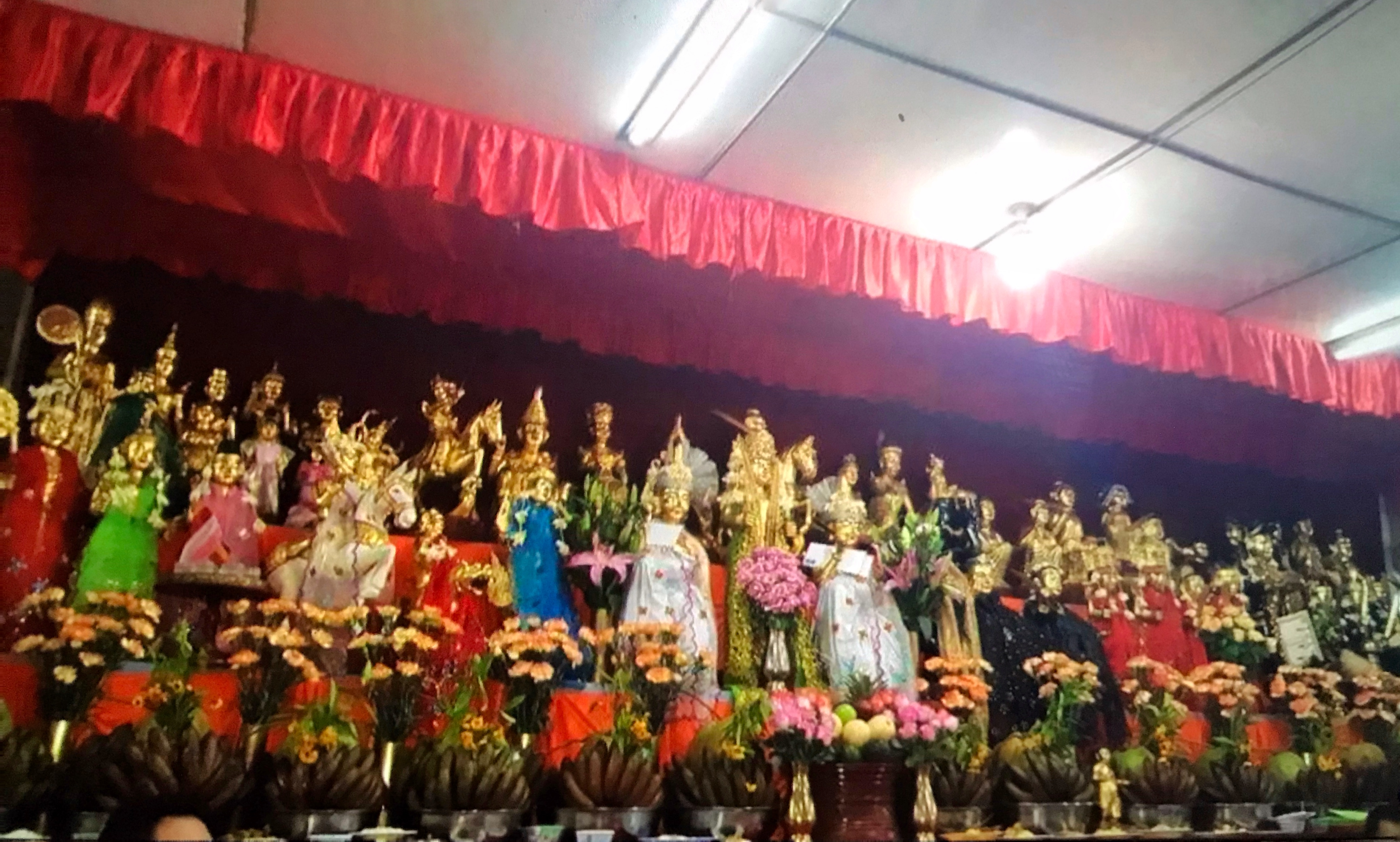
Estatuas birmanas de Nats en un santuario

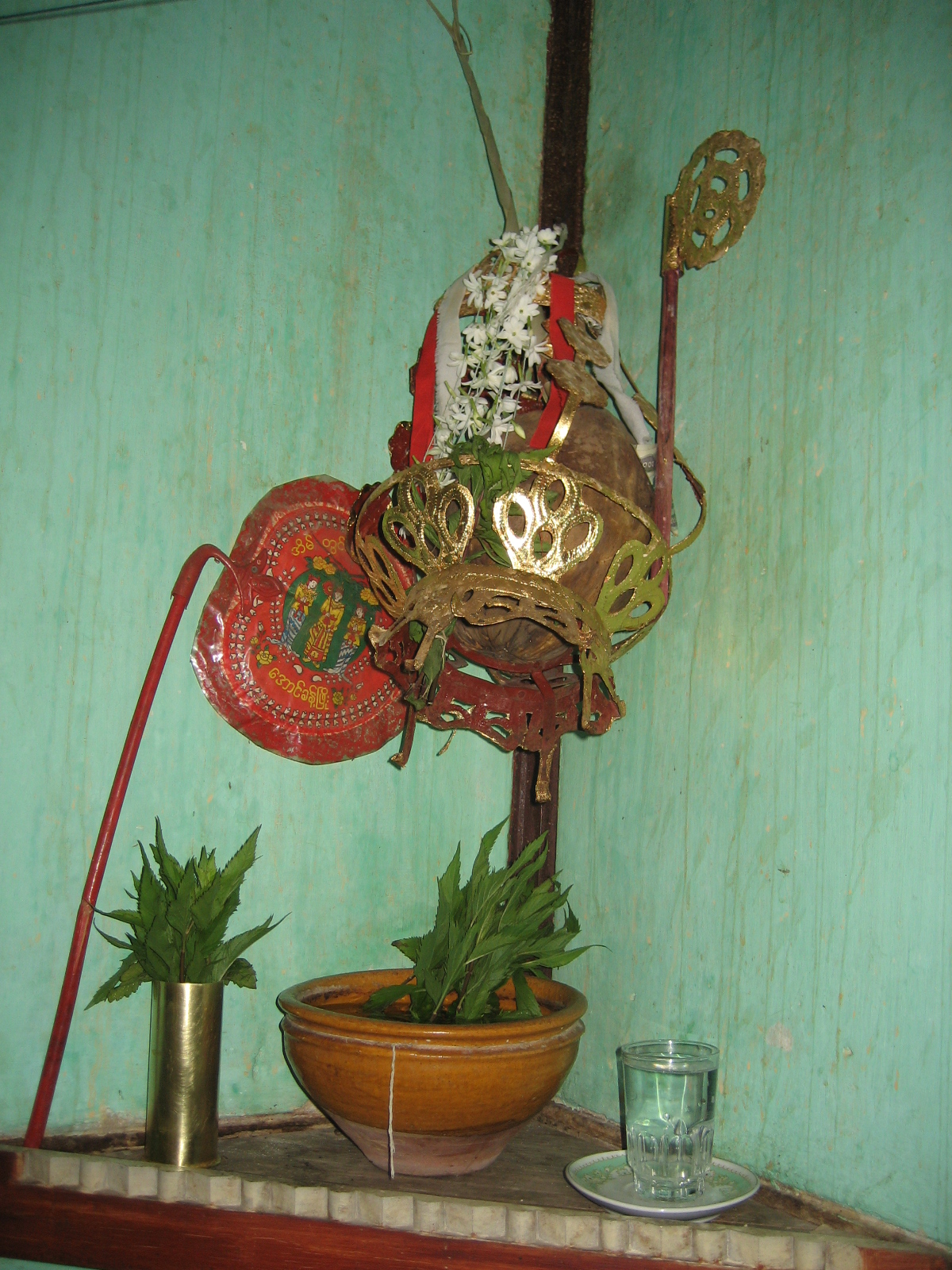
Nat oun colgando de un poste en una casa

Los nats (နတ္; MLCTS: nat; pronunciación en birmano: /naʔ/) son espíritus adorados en Birmania y países vecinos en paralelo al Budismo. Se dividen en los 37 Grandes Nats y todos los demás (es decir, espíritus de árboles, agua, etc.). Casi todos los 37 Grandes Nats fueron seres humanos que se enfrentaron a muertes violentas (စိမ်း သေ, literalmente, "muerte verde"). Por lo tanto, también pueden llamarse  nat sein  (နတ် စိမ်း; lit. espíritus verdes). La palabra 'sein', aunque significa 'verde', se usa para significar 'crudo' en este contexto. Sin embargo, hay dos tipos de nats en la creencia budista birmana.
Los espíritus nat pueden ser nats inferiores o auk nat (အောက် နတ်), ya sea con nombre o sin nombre, mientras que los ahtet nat(အထက် နတ်) o nats superiores  dewas habitan los seis cielos.
Como sucede con los santos,  los nats pueden ser invocados por una variedad de razones, incluidas las que solo se conocen en ciertas regiones de Birmania. El culto es menos común en las zonas urbanas que en las rurales, y se practica entre minorías étnicas así como en la sociedad en general. Sin embargo, es entre los  budistas Theravada birmanos donde se encuentran las formas más desarrolladas de ritual.
Cada pueblo birmano tiene un nat sin (နတ်စင်) que esencialmente sirve como santuario para el guardián del lugar, llamado ywa saung nat (ရွာစောင့်နတ်). A menudo se cuelga un altar de coco (နတ် အုန်းသီး) en el poste principal del sudeste (ဥ ရူ တိုင်) de la casa, con un gaung baung  (tocado) perfumado, como una ofrenda al nat Min Mahagiri (Señor de la Gran Montaña), también conocido como ein dwin (အိမ်တွင်း နတ်) o ein saung (အိမ် စောင့် နတ်) (guardián de la casa). Se puede heredar un nat determinado o, en algunos casos, dos de los 37 nats como mi hsaing hpa hsaing (မိ ဆိုင် ဖ ဆိုင်; (literalmente «lado de la madre», «lado del padre») de uno o ambos progenitores según el lugar de origen de sus familias. Cada persona tiene también un espíritu guardián propio llamado ko saung nat (ကိုယ် စောင့် နတ်).